# Elvis - That's The Way It Is (album)
Elvis – That's The Way It Is er et album fra december 1970 med Elvis Presley, udgivet af RCA med nummeret RCA LSP-4445. Albummet, i form af en LP, kom på gaden samtidig med Presleys dokumentarfilm Elvis - That's The Way It Is, sangerens næstsidste film.
Det var Presleys første film-LP siden hans 1968-film Speedway og samtidig hans sidste, eftersom hans 33. og sidste film Elvis On Tour fra 1972 ikke affødte et album.

## Personerne bag albummet
Folkene bag soundtracket var hovedsageligt:
- Felton Jarvis, producer
- Elvis Presley, sang
- James Burton, guitar
- Chip Young, guitar
- John Wilkinson, guitar
- Charlie Hodge, guitar
- David Briggs, klaver
- Glen D. Hardin, klaver
- Norbert Putnam, gas
- Jerry Scheff, bas
- Jerry Carrigan, trommer
- Ronnie Tutt, trommer
- Charlie McCoy, mundharpe
- The Jordanaires, kor
- The Imperials, kor
- The Nashville Edition, kor
- The Sweet Inspiration, kor
- Milli Kirkham, kor
- Jeannie Green, kor
- Mary Holladay, kor

Endvidere medvirkede Joe Guercio & His Orchestra.

## Sangene
Der er kun tale om et delvist soundtrack, idet LP'en ikke indeholdt samtlige filmens 27 melodier. Albummet, der primært er optaget under de koncerter, som filmen viste glimt fra, rummer endvidere optagelser fra RCAs Studio B i Nashville 4. – 6. juni 1970.
LP'en bestod af flg. 12 sange, alle sunget af Elvis Presley:

### Side 1
- "I Just Can't Help Believin'" (Barry Mann, Cynthia Weil)
- "Twenty Days And Twenty Nights" (Ben Weisman, Clive Westlake)
- "How The Web Was Woven" (Clive Westlake, David Most)
- "Patch It Up" (Eddie Rabbitt, Rory Michael Bourke)
- "Mary In The Morning" (Johnny Cymbal, Michael Rashkow)
- "You Don't Have To Say You Love Me" (Vito Pallavicini, Pino Donaggio, Vicki Wickham, Simon Napier-Bell)

### Side 2
- "You've Lost That Lovin' Feelin'" (Bary Mann, Cynthia Weil, Phil Spector)
- "I've Lost You" (Ken Howard, Alan Blaikley)
- "Just Pretend" (Doug Flett, Guy Fletcher)
- "Stranger In The Crowd" (Winfield Scott)
- "The Next Step Is Love" (Paul Evans, Paul Parnes)
- "Bridge Over Troubled Water" (Paul Simon)